# Beat Portmann

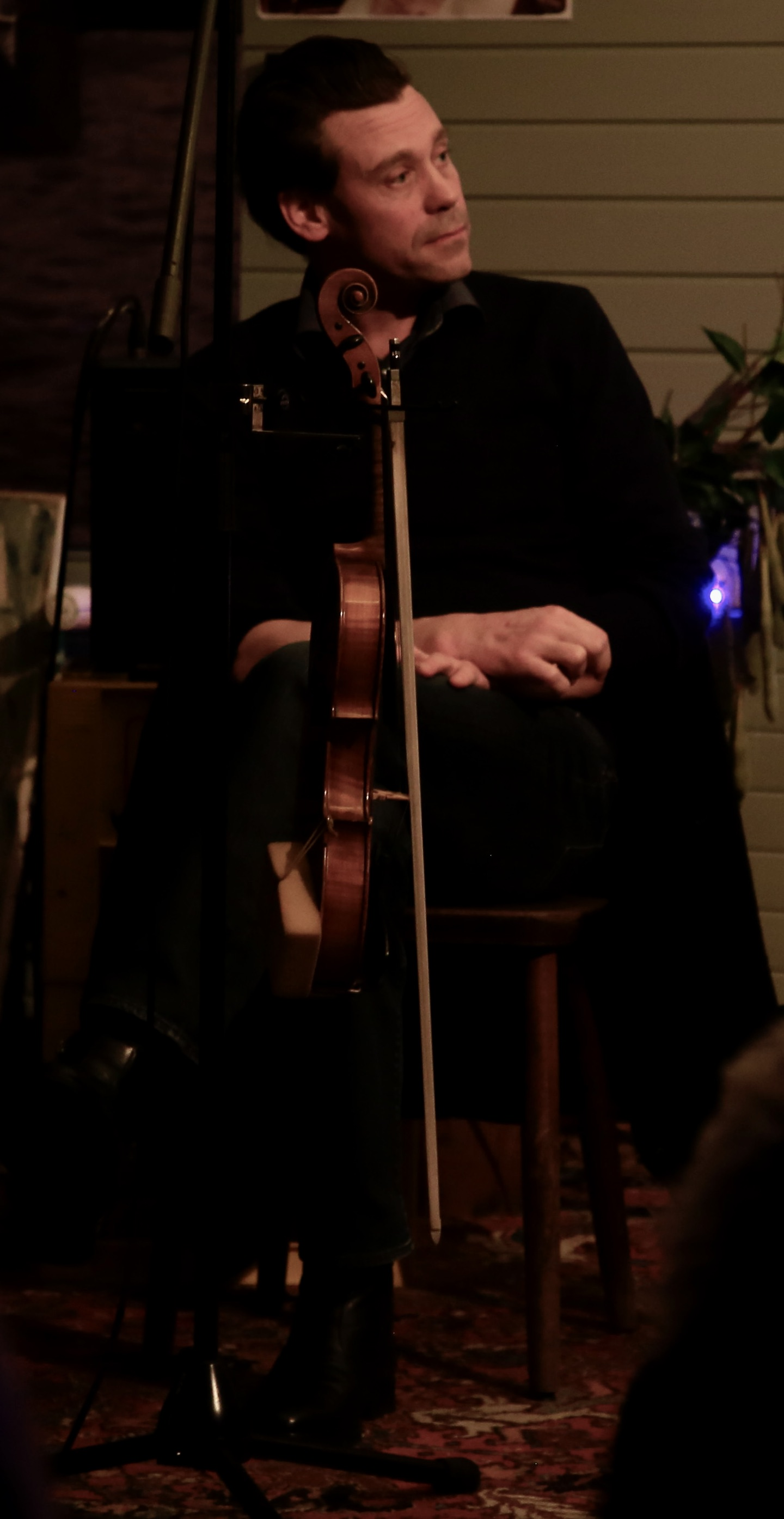
Beat Portmann bei einem Konzert

Beat Portmann (* 1976 in Luzern) ist ein Schweizer Schriftsteller, Journalist und Songschreiber.

## Leben
Beat Portmann wurde in Luzern geboren als Sohn eines Sakristans und ehemaligen Kartäusers und einer Bauerntochter aus ärmlichen Verhältnissen. Mit zwölf Jahren kam er an ein katholisches Internat in der Ostschweiz. Später folgte ein Umzug nach Emmenbrücke, er besuchte die Kantonsschule Reussbühl in Luzern, die er jedoch ein Jahr vor der Matura abbrach. Im darauf folgenden Jahr schrieb er zwei Romanentwürfe und erhielt für Auszüge aus diesen einen Werkpreis des Kantons und der Stadt Luzern.
Portmann leistete Zivildiensteinsätze bei Bergbauern in der Zentralschweiz. Er war Sakristan, Kindermädchen, Kellner und veröffentlichte Kürzestgeschichten, Gedichte und Aphorismen im Eigenverlag.
Er absolvierte einen Vorkurs an der Jazzabteilung der Musikhochschule Luzern. Er entwickelte das Kartenspiels ‹Jarmony›, das von der Musikhochschule Luzern herausgegeben wurde, scheiterte jedoch an der praktischen Aufnahmeprüfung.
Er arbeitete sieben Jahre im Gartenbau und begann mit der Arbeit an seinen Romanen. Nebenbei verfasst er journalistische Arbeiten, Beiträge für «041 Das Kulturmagazin», Kolumnen für «zentral+» und das Essay «Reise an einen anderen Ort» für das ADAC Reisemagazin April 2014.
Beat Portmann lebt als freier Autor und Songschreiber in Emmenbrücke.

## Werke

### Romane
- Durst, Limmat-Verlag, Zürich 2008, ISBN 978-3-85791-561-1
- Alles still, Limmat-Verlag, Zürich 2011, ISBN 978-3-85791-642-7
- Vor der Zeit, Limmat-Verlag, Zürich 2014, ISBN 978-3-85791-752-3
- Über Nacht, Edition bücherlese, Luzern 2019, ISBN 978-3-906907-26-0

### Fortsetzungsroman
- Alles wird gut[1]

### Theaterstücke
- Wetterleuchten, Uraufführung 2013 Luzerner Freilichtspiele, Regie: Volker Hesse

## Auszeichnungen
- 1998 Werkpreis des Kantons und der Stadt Luzern
- 2011 Kulturköpfe, 041 Das Kulturmagazin
- 2013 Emmer Kulturpreis[2]